# 九州栄養福祉大学
九州栄養福祉大学（きゅうしゅうえいようふくしだいがく、英語: Kyushu Nutrition Welfare University、公用語表記: 九州栄養福祉大学）は、福岡県北九州市小倉北区下到津5丁目1番1号に本部を置く日本の私立大学。2001年創立、2001年大学設置。大学の略称はきゅうえいだい、きゅうえい。

## 概観

### 大学全体
- 九州栄養福祉大学は、福岡県北九州市小倉北区内にある日本の私立大学。2001年に設置された。2学部3学科からなる。

### 建学の精神（校訓・理念・学是）
- 九州栄養福祉大学では「筑紫の心」が教育の基本方針となっている。

"教育とは心の畑を耕すことであります。ともすれば草を生い茂らせて狭隘にして、瘦せ細りがちな心の畑をむしり肥料をつちかい新生する芽を伸ばしていくところに教育の使命があります"

### 教育および研究
- 食物栄養学科：栄養教諭課程の受講により第一種栄養教諭資格取得可能。任用資格として食品衛生管理者、食品衛生監視員がある。
- 理学療法学科：リハビリテーションに関する科目のほか、初級パラスポーツ指導員の資格取得や臨床医学・解剖学など、臨床に関する分野を学ぶ科目もある。
- 作業療法学科：リハビリテーションに関する科目のほか、園芸療法士の資格取得や福祉住環境コーディネーターの授業、理学療法学科と同様の臨床に関する分野を学ぶ科目もある。

### 学風および特色
- 九州栄養福祉大学は食物栄養学部とリハビリテーション学部でキャンパスが異なっており、同日にそれぞれのキャンパス内にて大学祭が開催されている。食物栄養学部のある北区キャンパスでは、食物栄養学科の提供するスイーツや食事のほか、東筑紫短期大学と合同開催のため、多くの出店とステージがみられる。リハビリテーション学部のある南区キャンパスでは、敷地内にある日本リハビリテーション発祥記念館の内部展示を観覧できるほか、中庭にて飲食出店やイベントが開催される。
- リハビリテーション学部は国の労働福祉事業団が昭和41年に設立した九州リハビリテーション大学校から継承し、一時九州リハビリテーション専門学校を経て、現在の九州栄養福祉大学の学部へと統合された。現在も九州リハビリテーション大学校時代の卒業生により教育が行われている授業が存在する。

## 沿革
- 2001年（平成13年）4月 開学（食物栄養学部食物栄養学科管理栄養士課程）。
- 2005年（平成17年）4月 食物栄養学研究科を開設。
- 2011年（平成23年）4月 リハビリテーション学部設置(九州リハビリテーション大学校募集停止)
- 2012年（平成24年）4月 食物栄養学研究科を健康科学研究科に名称変更。
- 2018年（平成30年）12月 九州栄養福祉大学・東筑紫短期大学学生食堂・集団給食実習棟完成。
- 2019年（平成31年） 3月 九州栄養福祉大学・東筑紫短期大学行動兼体育館完成。
- 2025年（令和7年）4月 こども教育学部設置予定。食物栄養学部に食環境データサイエンス学科を開設予定。

## 学部・学科
- 食物栄養学部
  - 食物栄養学科
    - 管理栄養士課程

  - 食環境データサイエンス学科（令和7年4月開設予定）
- リハビリテーション学部
  - 理学療法学科
  - 作業療法学科
- こども教育学部（令和7年4月開設予定）
  - こども教育学科

## 大学院
- 健康科学研究科（旧 食物栄養学研究科）

## 施設

### キャンパス

#### 小倉北区キャンパス
- 食物栄養学部(北九州市小倉北区下到津5-1-1)

#### 小倉南区キャンパス
- リハビリテーション学部(北九州市小倉南区葛原高松1-5-1)

## 大学関係者
- 宇城照燿 - 理事長
- 室井廣一 - 学長
- 宇城カ子 - 学校法人東筑紫学園創設者

## 系列校
- 認定こども園東筑紫短期大学附属幼稚園
- 東筑紫学園高等学校・照曜館中学校
- 東筑紫短期大学
- 九州リハビリテーション大学校